# Sistema de calificaciones de la Motion Picture Association

Logotipo de la Motion Picture Association

El sistema de calificaciones de la Motion Picture Association (MPA) se utiliza en los Estados Unidos y sus territorios para valorar la conveniencia de las películas para ciertas audiencias basándose en su contenido. Este sistema es un esquema voluntario que no se aplica por ley; las películas pueden ser exhibidas sin tener una valoración, pero algunos cines no exhiben contenidos no valorados o con valoración NC-17. Los no-miembros de la MPA también pueden entregar películas para que sean valoradas. Otros medios de comunicación, como programas televisivos, música y videojuegos, están valorados por otras entidades como la Clasificación por edades (televisión), el RIAA y el ESRB.
El sistema de calificación de la MPA es uno de las distintas formas de Clasificación por edades que se utilizan para ayudar a los padres a decidir qué películas son apropiadas para sus hijos. Está administrado por la Classification & Ratings Adiministration (Administración de Calificaciones e Índices en inglés, CARA), una división independiente de la MPA.

## Calificaciones

### Calificaciones cinematográficas de la MPA
Los índices según la MPA son:
| Símbolo de la calificación | Significado |
| -------------------------- | --- |
| Símbolo de índice del G    | G – General Audiences Se admiten todas las edades . No hay nada en el contenido que pueda ofender a los padres. |
| PG- Valorando símbolo      | PG – Parental Guidance Suggested Algunos materiales pueden no ser adecuados para niños . Se recomienda a los padres que brinden "orientación parental". Puede contener material que a los padres no les guste para sus hijos pequeños.   |
| PG-13 símbolo de índice    | PG-13 – Parents Strongly Cautioned Algunos materiales pueden ser inapropiados para niños menores de 13 años . Se recomienda a los padres que tengan cuidado. Algunos materiales pueden ser inapropiados para preadolescentes.            |
| R Símbolo de índice        | R – Restricted Los menores de 17 años deben ir acompañados de un padre o tutor adulto . Contiene material para adultos. Se recomienda a los padres que se informen más sobre la película antes de llevar a sus hijos pequeños con ellos. |
| NC-17 símbolo de índice    | NC-17 – Adults Only No se admiten menores de 17 años . Solo adultos. No se admiten niños. |

En 2013, los índices de la MPA se rediseñaron, mostrando el índice en la parte izquierda de una tabla y el nombre del índice encima. La parte más grande, a la derecha, proporciona una descripción más detallada del contenido de la película y en la parte de abajo hay una explicación de la calificación.

### Otras etiquetas
Si una película no ha sido calificada con un índice o es una versión sin editar de una película ya calificada, se utilizan las etiquetas Not Rated  (NR) o Unrated (UR). Las versiones sin cortes o extendidas de películas que tienen la calificación de "Unrated" también contienen avisos que advierten que esa versión de la película contiene imágenes que difieren del original y podrían no ser aptas para menores.
Si una película no ha sido calificada todavía, se utiliza la etiqueta The Film Is Not Rated Yet (Película aún no clasificada); se utiliza en tráileres, anuncios de televisión y series animadas.

## Clasificaciones de la MPA para tráileres cinematográficos
La MPA también valora tráileres de películas, publicidad impresa, carteles, y otros medios de comunicación usados para promocionar una película. Antes del inicio de un tráiler se muestra una tarjeta verde, amarilla, o roja que indica su calificación.
- Verde: Cuándo el tráiler acompaña otra característica calificada, el mensaje en la tarjeta de título verde declara: "El preestreno siguiente ha sido aprobado para acompañar esta característica." Para tráileres de internet, el mensaje ha sido ligeramente alterado a "El preestreno siguiente ha sido aprobado para audiencias apropiadas."[4]
- Amarillo: Una tarjeta de título amarilla existe solo para tráileres de internet, con el mensaje estipulando "El preestreno siguiente ha sido aprobado sólo para usuarios con edad apropiada" La MPA define "usuarios de internet con la edad apropiada" a aquellos que visitan páginas de internet principalmente frecuentadas por adultos o accesibles solo entre 9:00 p. m. y 4:00 a. m. La tarjeta amarilla está reservada para tráileres de películas calificadas con PG-13 o más.[5]
- Rojo: Una tarjeta de título roja indica que el tráiler está restringido y cuándo acompaña otra característica, el mensaje declara "El siguiente preestreno restringido ha sido aprobado para acompañar esta característica sólo". Para tráileres de internet, el mensaje cambia a "El siguiendo el preestreno restringido ha sido aprobado para audiencias apropiadas." La tarjeta de título roja está reservada para tráileres calificados con R y NC-17. Los tráileres de internet que lleva una tarjeta de título roja requieren que los espectadores verifiquen su edad.

## Historia

### Reemplazo del Código Hays
Jack Valenti, que se había convertido en presidente de la Motion Picture Association of America en mayo de 1966, consideró que el Código de producción de películas, un código ético que estaba vigente desde 1930, siendo rigurosamente aplicado desde 1934, estaba anticuado y tenía "el olor odioso de la censura".
Los cineastas estaban presionando los límites del Código y algunos incluso llegaron a presentar demandas contra el Código Hays invocando la Primera Enmienda, y en su contra Jack Valenti citó ejemplos de Who's Afraid of Virginia Woolf?, a la que se intentó eliminar las expresiones malsonantes "screw (jod**)" y "hump the hostess (joroba la anfitriona)"; y Deseo de una mañana de verano, a la que se le negó la aprobación al no poder superar el Código debido a la desnudez, lo que resultó en que el estudio al ser miembro de la MPA lo lanzara a través de una subsidiaria para no ser sancionado. Por lo que para evitar más problemas, Jack Valenti revisó el Código para incluir el aviso "SMA" (Sugerido para audiencias maduras) como medida provisional. Esto finalmente hizo que desarrollara un conjunto de calificaciones de asesoramiento que podrían aplicarse después de que se completara una película, con la idea de acomodar "la fuerza irresistible de los creadores decididos a hacer sus películas", y al mismo tiempo para evitar "la posible intrusión del gobierno en el ámbito del cine".
El 1 de noviembre de 1968, entró en vigor el sistema voluntario de clasificación de películas de la MPA, con tres organizaciones que actúan como sus grupos de supervisión y guía: la MPA, la National Association of Theatre Owners (Asociación Nacional de Propietarios de Teatros) (OTAN) y la International Film Importers & Distributors of America (Importadores y Distribuidores de Películas Internacionales de América) (IFIDA). Solo las películas que se estrenaron en los EE. UU. después de esa fecha se vieron afectadas por esto.
Walter Reade fue el único de los 75 principales expositores de los EE. UU. que se negó a usar las calificaciones. The Girl on a Motorcycle de Warner Bros. y Seven Arts fue la primera película en recibir la calificación X y fue distribuida por su subsidiaria, Claridge Pictures. Otras dos películas fueron calificadas con X en el momento en que la MPA publicó su primer boletín semanal con las clasificaciones, Sin With a Stranger de Paramount y Birds in Peru de Universal Pictures. Ambos serían lanzados por las subsidiarias.
Las calificaciones utilizadas desde 1968 hasta 1970 fueron:
- G: Sugerido para todos los públicos.
- M: Sugerido para audiencias maduras -Se aconseja discreción de los padres.
- R: Restringido. Personas menores de 16 años no admitidas, a menos que estén acompañadas por un padre o tutor adulto.
- X: Personas menores de 16 años no admitidas.

Este sistema de clasificación de contenido originalmente tenía tres calificaciones, con la intención de permitir que los padres llevaran a sus hijos a cualquier película que eligieran. Sin embargo, la National Association of Theater Owners (Asociación Nacional de Propietarios de Teatros) instó a la creación de una categoría solo para adultos, temiendo posibles problemas legales en las jurisdicciones locales. La calificación "X" no era una marca registrada de MPA y no recibiría el sello de MPA; cualquier productor que no presente una película para la clasificación de la MPA puede aplicar la calificación de "X" (o cualquier otro símbolo o descripción que no sea una marca registrada de la MPA).

### M pasando a ser GP, y después PG
En 1970, las clasificaciones "R" y "X" se aumentaron de 16 a 17 años. Además, debido a la confusión sobre si las películas clasificadas como "M" eran adecuadas para los niños, "M" fue rebautizada como "GP" (Todas las edades, se sugiere presencia de un adulto), y en 1971, la MPA agregó el aviso de contenido "Algunos materiales no son generalmente adecuados para los pre-adolescentes". El 11 de febrero de 1972, "GP" fue revisado a "PG".
Las calificaciones utilizadas desde 1970 hasta 1972 fueron:
- G: Todas las edades, público en general.
- GP: Todas las edades, se sugiere presencia de un adulto. En ocasiones, según el contenido de la película, se añade la advertencia «Esta película contiene material que puede no ser adecuado para preadolescentes».
- R: Restringido. Los menores de 17 años deben estar acompañados por un padre o tutor adulto.
- X: No se admiten menores de 17 años.

Las calificaciones utilizadas desde 1972 hasta 1984 fueron:
- G: Todas las edades, público en general.
- PG: Guía paternal sugerida, algunos materiales pueden no ser adecuados para preadolescentes.
- R: Restringido. Los menores de 17 años deben estar acompañados por un padre o tutor adulto.
- X: No se admiten menores de 17 años.

### Adición de la clasificación PG-13
A principios de la década de 1980, las quejas sobre violencia y gore en películas como Indiana Jones and the Temple of Doom y Gremlins, que recibieron calificaciones de PG, volvieron a centrar la atención en películas vistas por niños pequeños y preadolescentes.
Según la autora Filipa Antunes, esto reveló el enigma de una película que "no se pudo recomendar para todos los niños, pero tampoco se pudo repudiar a todos los niños de manera uniforme", lo que llevó a especular que el alcance del sistema de calificación, en particular su clasificación de PG. Steven Spielberg, director de Indiana Jones and the Temple of Doom y productor ejecutivo de Gremlins, sugirió una nueva calificación intermedia entre "PG" y "R".
La clasificación "PG-13" se introdujo el 1 de julio de 1984 con el aviso "Se advierte a los padres que deben tomar precauciones especiales para brindar orientación especial para la asistencia de niños menores de 13 años: algunos materiales pueden ser inapropiados para niños pequeños". La primera película que se estrenó con esta calificación fue la película bélica de John Milius, Red Dawn, en 1984. En 1985, la redacción se simplificó a "Guía paternal estricta - Algunos materiales pueden ser inapropiados para niños menores de 13 años".
Casi al mismo tiempo, la MPA ganó una demanda por infracción de marca registrada contra los productores y distribuidores de I Spit on Your Grave por una aplicación fraudulenta de su calificación R a la versión sin cortes de la película, y obligó a sus estudios miembros y varios otros distribuidores de vídeos domésticos para colocar las clasificaciones de la MPA en el empaque de las películas clasificadas de la MPA a través de un acuerdo que entraría en vigencia en otoño de ese año.
Las calificaciones utilizadas desde 1984 hasta 1990 fueron:
- G: Todas las edades, público en general.
- PG: Guía paternal sugerida, algunos materiales pueden ser inadecuados para niños.
- PG-13: Guía paternal estricta, algunos materiales pueden ser inapropiados para niños menores de 13 años.
- R: Restringido - Los menores de 17 años requieren estar acompañados con el padre o tutor adulto.
- X: No se admiten menores de 17 años.

### La ley de Tennessee
En 1989, la ley estatal de Tennessee estableció la edad mínima para ver una película con clasificación R exhibida en forma teatral sin acompañamiento de un adulto a los 18 años, en lugar de a los 17 años, y clasificó la admisión de menores a las películas con calificación X como delito menor. El estatuto se mantuvo en vigor hasta 2013, cuando se dictaminó que violaba la Primera Enmienda. La ley fue modificada en 2013 para prohibir únicamente a las personas menores de 18 años si la película se consideraba "perjudicial para menores".

### X reemplazado por NC-17
En los primeros años del sistema de clasificación, las películas clasificadas con "X" como Midnight Cowboy (1969) y A Clockwork Orange (1971) se consideraron inadecuadas para los niños, pero no pornográficas y destinadas al público adulto. Sin embargo, las películas pornográficas a menudo se autoadministraron con la calificación "X" sin marca registrada, y pronto se convirtió en sinónimo de pornografía en la cultura estadounidense. A finales de 1989 y principios de 1990, se lanzaron dos películas de arte aclamadas por la crítica con un fuerte contenido para adultos, Henry: Portrait of a Serial Killer y The Cook, the Thief, His Wife & Her Lover. Ninguna de las dos películas fue aprobada para una clasificación de la MPA, lo que limita su distribución comercial y genera críticas sobre la falta de designación de dichas películas en el sistema de clasificación.
En septiembre de 1990, la MPA introdujo la calificación "NC-17" ("No se admiten niños menores de 17 años"). Henry & June, a la que anteriormente se le había asignado una calificación de "X", fue la primera película en recibir la calificación de "NC-17". Aunque las películas con una clasificación "NC-17" tenían más oportunidades de distribución mayoritaria que las películas clasificadas como "X", muchos cines se negaron a exhibirlas, la mayoría de los medios de entretenimiento no aceptaban publicidad para ellas, y muchos grandes centros de vídeo se negaron a venderlas.
 En 1996, la edad mínima para las películas "NC-17" se elevó a 18, al volver a redactarla como "Nadie de 17 años o menos admitido".
Las calificaciones utilizadas desde 1990 hasta 1996 fueron:
- G: Todas las edades, público en general.
- PG: Guía paternal sugerida, algunos materiales pueden no ser adecuados para niños.
- PG-13: Guía paternal estricta, algunos materiales pueden ser inapropiados para niños menores de 13 años.
- R: Restringido. Los menores de 17 años deben estar acompañados por un padre o tutor adulto.
- NC-17: No se admiten niños menores de 17 años.

Las calificaciones utilizadas desde 1996 hasta la actualidad son:
- G: Todas las edades, público en general.
- PG: Guía paternal sugerida, algunos materiales pueden no ser adecuados para niños.
- PG-13: Guía paternal estricta, algunos materiales pueden ser inapropiados para niños menores de 13 años.
- R: Restringido. Los menores de 17 años deben estar acompañados por un padre o tutor adulto.
- NC-17: Nadie de 17 años o menos admitido.

Desde septiembre de 1990, la MPA ha incluido breves explicaciones de por qué cada película recibió una calificación de "R", permitiendo a los padres saber qué tipo de contenido contenía la película. Por ejemplo, las explicaciones de algunas películas pueden leerse "Violencia brutal fuerte, lenguaje penetrante, contenido sexual fuerte y material relacionado con las drogas". En el 2000, la MPA comenzó a aplicar explicaciones de calificación para las películas "PG", "PG-13" y "NC-17" también.

## Componentes para determinar los índices

### Violencia
Las representaciones de violencia están permitidas en todas las clasificaciones, pero deben ser moderadas para las más bajas. La violencia debe reducirse al mínimo en las películas calificadas como G y no debe ser intensa en las películas calificadas como PG. Las representaciones de violencia intensa están permitidas bajo la calificación PG-13, pero la violencia realista y extrema o persistente a lo largo de la película generalmente requerirá al menos una calificación R.

### Lenguaje
Se permiten conversaciones con lenguaje que va más allá de "conversación educada" están permitidos en las películas calificadas como G. Las palabras soeces pueden estar presente en las películas con clasificación PG, y el uso de una de las palabras "derivadas del sexo" más duras requerirán, al menos, en una calificación PG-13. Las ocurrencias múltiples generalmente requieren una calificación R, y de la misma forma pasa con las expresiones de contenido sexual. Sin embargo, la junta de calificación puede otorgar una calificación PG-13 aprobada por una mayoría de dos tercios si creen que ese uso está justificado por el contexto o por la forma en que se usan las palabras.
Hay varios casos excepcionales en los que las películas calificadas como PG-13 contienen múltiples apariciones de la F-Word: Aventuras en la gran ciudad, donde la palabra se usa dos veces en la misma escena; Dunkerque usada 3 veces,The Hip Hop Project, que tiene diecisiete usos; y Gunner Palace, un documental de soldados en la Segunda Guerra del Golfo, que tiene 42 usos de la palabra con dos usados sexualmente. Tanto a Bully, un documental de 2011 sobre el bullying como a Philomena -Que tiene dos usos de la palabra- lanzada en 2013, originalmente se les otorgaron una calificación de R según el lenguaje, pero las calificaciones se redujeron a PG-13 después de apelaciones exitosas.

### Abusos de sustancias
El contenido del uso de drogas está restringido a PG-13 y superior. Un ejemplo de película que habría sido clasificada como PG, pero que lo está como PG-13 por referencia al uso de drogas (momentánea, acompañada de lenguaje) es Whale Rider. La película solo contenía blasfemias leves, pero fue clasificada como PG-13 debido a una escena donde el consumo de drogas era brevemente visible. El crítico Roger Ebert criticó a la MPA por la calificación y lo calificó como "una reacción muy exagerada".
En mayo de 2001, la MPA anunció que las apariciones del acto de fumar cigarrillos se considerarían para calificar la película. Los defensores antitabaco afirmaron que la clasificación de PG para niños era inapropiada para la película de 2011 Rango de Nickelodeon, que incluía más de 60 representaciones de personajes que fumaban.

### Desnudez
La desnudez está restringida a PG y superior, y cualquier cosa que constituya más que una breve desnudez requerirá al menos una calificación de PG-13. La desnudez que tiene una orientación sexual generalmente requerirá una calificación R. A partir de 2010, la MPA ha agregado una descripción de "desnudez masculina" a las películas con dicho contenido.

### Contenido sexual
La MPA no tiene ningún criterio para presentar contenido sexual explícito aparte de excluir escenas de sexo en películas calificadas como G o PG. En las películas PG-13, Se pueden sugerir escenas sexuales, pero no mostrarlas. Las conductas sexuales no son parte de la trama o no son la trama principal. Las escenas sexuales se pueden mostrar en películas R y NC-17, pero las escenas sexuales más fuertemente explícitas en películas requerirían una clasificación NC-17, lo que indica que solamente adultos pueden ver películas clasificadas NC-17.